# Valerie Mahaffey
Valerie Mahaffey (Sumatra, 16 juni 1953 – Los Angeles, 30 mei 2025) was een Amerikaans actrice. Zij won in 1992 een Emmy Award voor haar bijrol als Eve in de tragikomische serie Northern Exposure. Twaalf jaar daarvoor werd ze al eens genomineerd voor een Daytime Emmy Award voor haar bijrol in de soapserie The Doctors.
Mahaffey maakte in 1977 haar acteerdebuut in de televisiefilm Tell Me My Name. Dat was het startschot voor een carrière die zich met name afspeelt in televisiefilms en -series. Ze speelde onder meer D.A. Barbara August in een paar voor de televisie gemaakte films waarin advocaat Perry Mason centraal staat. In 1995 verscheen Mahaffey voor het eerst in een bioscoopfilm, als Tracy Milford in de komedie Senior Trip.
In televisieseries speelde Mahaffey behalve vaste personages eenmalige gastrollen in meer dan 25 andere titels, zoals Quantum Leap, Cheers, Seinfeld, L.A. Law, Ally McBeal, The West Wing, Law & Order: Special Victims Unit, Frasier, Without a Trace, CSI: Crime Scene Investigation, Private Practice en Boston Legal.
Mahaffey overleed op 30 mei 2025 op 71-jarige leeftijd aan kanker.

## Filmografie
*Exclusief 5+ televisiefilms
- Sully (2016)
- Crazy Eyes (2012)
- If I Were You (2012)
- Jack and Jill (2011)
- Summer Eleven (2010)
- A Previous Engagement (2008)
- My First Wedding (2004)
- Seabiscuit (2003)
- Par 6 (2002)
- No Ordinary Baby (2001, televisiefilm)
- Dinner at Fred's (1999)
- Jungle 2 Jungle (1997)
- Senior Trip (1995)

## Televisieseries
*Exclusief eenmalige gastrollen
- Devious Maids - Olivia Rice (2013, vijf afleveringen)
- Monday Mornings - Fran Horowitz (2013, zes afleveringen)
- Glee - Rose Pillsbury (2011-2013, drie afleveringen)
- Desperate Housewives - Alma Hodge (2006-2012, negen afleveringen)
- United States of Tara - Dr. Ocean (2009, zeven afleveringen)
- ER - Joi Abbott (1999, vier afleveringen)
- The Client - Ellie Foltrigg (1995-1996, vier afleveringen)
- Wings - Sandy Cooper (3 episodes, 1993-1996)
- Women of the House - Jennifer Malone (1995, vijf afleveringen)
- Northern Exposure - Eve (1991-1994, vijf afleveringen)
- The Powers That Be - Caitlyn Van Horne (1992-1993, twintig afleveringen)
- Fresno - Tiffany Kensington (... afleveringen)
- The Doctors - Ashley Bennett (1979-1981, ... afleveringen)

- Gemeinsame Normdatei: 1013646452
- International Standard Name Identifier: 0000 0001 2265 904X
- Library of Congress Control Number: no2001070090
- Nationale Bibliotheek van Israël: 987007361472405171
- Virtual International Authority File: 172520736
- WorldCat: E39PBJdWP7PRHmhVdfyrB39kXd